# Mega Man (série de bande dessinée)
Pour les articles homonymes, voir Mega Man (homonymie).
Mega Man est une série de bande dessinée basée sur la série de jeux vidéo éponyme de Capcom produite par Archie Comics et annoncée au New York Comic Con en 2011,. La série paraît en avril 2011. Ian Flynn, qui a écrit de nombreuses histoires pour Archie Comics la série Sonic the Hedgehog officie en tant que scénariste. La série s'est avérée être très réussie, et en 2013 un crossover entre la série Mega Man et Sonic, est publiée sous le titre Worlds Collide. La série ne suit pas les événements des jeux dans l'ordre exact, y compris l'adaptation du jeu exclusif japonais Super Adventure Rockman entre ceux de Mega Man 2 et Mega Man 3. La série intègre par la suite quelques histoires de la série Mega Man X,. La popularité de Worlds Collide a ensuite conduit à un deuxième crossover avec la série Sonic, intitulé Worlds Unite,,. La série est stoppée après le numéro 55, concluant avec le contexte pour une adaptation de Mega Man 4.
La série est également notable pour les libertés artistiques prises avec différents personnages. Shadow Man de Mega Man 3 et les Stardroids de Mega Man 5 sont tous deux présentés en tant que créations de Ra Moon, l'antagoniste principal de Super Adventure Rockman, et tous sont présentés comme des ennemis d'un groupe de robots basé sur Duo Mega Man 8. Les noms japonais de Mega Man et Proto Man - Rock et Blues sont adaptés comme les noms de leurs formes civiles. Plusieurs Robot Masters apparaissent également dans la série plus tôt que dans les jeux.

## Point de départ de l'histoire
Comme dans les jeux Mega Man, la bande dessinée se déroule sur la planète Terre en l'an 20XX, un futur proche dans lequel des robots évolués capables de penser et de prendre des décisions de manière indépendante ont été développés. Le scientifique maléfique Dr Wily part à la conquête du monde, en volant d'abord ou en créant des androïdes avancés connus sous le nom de Robot Masters. Afin de l'arrêter, Rock, un robot d'aide créé par l'ancien collègue du Dr Wily, le Dr Light, se porte volontaire pour être équipé d'armes afin qu'il puisse se défendre contre lui.

## Numéros 1 à 23
Les numéros 1 à 4 servent d'adaptation du premier Mega Man,,,, tandis que les épisodes 5 à 8 sont une adaptation libre de Mega Man Powered Up, servant principalement à introduire les personnages de Time Man et Oil Man,. Les numéros 9 à 12 adaptent les événements de Mega Man 2, tandis que les numéros 13 à 16 servent à présenter l'Emerald Spears, un groupe extrémiste anti-technologie. Les épisodes 17 et 18 adaptent la trame de fond pour introduire Proto Man inspirés de divers jeux, notamment Mega Man 2: The Power Fighters. Les numéros suivants mettent en place de l'histoire de Super Adventure Rockman qui suivra, avant d'être interrompus par les événements de Worlds Collide à la fin du numéro 23.

## Worlds Collide
Worlds Collide est un cross over entre les univers de Mega Man et la série de bande dessinée Sonic the Hedgehog d'Archie Comics. La minisérie en 12 parties se déroule entre les numéros 24 à 27 de Mega Man, 51 à 54 de Sonic Universe et 248 à 251 de Sonic the Hedgehog.

## Numéros 28 à 49
À la suite de la conclusion des évènements de Worlds Collide, une adaptation de Super Adventure Rockman est réalisée dans les numéros 28 à 32. Les numéros 33 à 36 abordent les retombées de ces événements et préparent le terrain pour les événements de Mega Man 3, tout en adaptant l'histoire d'origine de Mega Man X et des Reploids de la série Mega Man X,. Les épisodes 37 à 40 présentent une histoire originale partagée entre les deux périodes, au cours de laquelle Mega Man et son équipe doivent vaincre un robot du Dr Wily alors que les Maverick Hunters rencontrent le même robot un siècle plus tard. Les numéros 41 à 48 servent d'adaptation à Mega Man 3, tandis que le numéro 49 sert de prélude aux événements de Worlds Unite.

## Worlds Unite
Worlds Unite est le deuxième crossover entre les bandes dessinées Mega Man et Sonic the Hedgehog. En plus du casting des principaux livres de Mega Man et Sonic, Worlds Unite présente également des personnages des univers des séries Mega Man X et Sonic Boom, ainsi que plusieurs autres franchises Capcom et Sega telles que Street Fighter, Golden Axe, Viewtiful Joe, Panzer Dragoon, Ōkami, Nights into Dreams, Monster Hunter, Ghosts'n Goblins et Skies of Arcadia. La minisérie en 12 numéros se déroule à travers les numéros Sonic Universe de 76 à 78, Sonic Boom 8 à 10, Sonic the Hedgehog 273 à 275, Mega Man 50 à 52 et deux Battle Books Worlds Unite.

## Numéros 53 à 55
Revenant à l'histoire habituelle de la série, ces événements conduisent à un hiatus indéfini pris par la série. Ceux-ci incluent une histoire dans laquelle Mega Man affronte l'idée de ne plus être un robot de combat en raison de la disparition du Dr Wily, alors que Blues, le frère aîné de Mega Man, passe de son identité de Break Man à celle de Proto Man. Ces deux histoires reprennent le background des événements de Mega Man 4 et mis en place pour les jeux suivants, permis par l'association du Dr Wily avec la X Corporation et la tromperie de Blues. Le dernier numéro présente une expérience de voyage dans le temps qui se traduit par des vissions du Dr Light , qui entrevoit les événements des titres restants de Mega Man non encore adaptés (4 à 10, y compris l'adaptation de la série sur consoles portables) plus Mega Man X, Mega Man Zero, Mega Man ZX, les aventures de Mega Man ZX Advent et de Mega Man Legends.